# Naučná stezka Čimický háj
Naučná stezka Čimický háj je naučná stezka v Čimickém háji v Bohnicích v Praze 8 v geomorfologickém celku Pražská plošina.

## Historie a popis
Naučná stezka, kterou postavil spolek Čimis z.s. (dříve Vědomý dotek z.s.) má délku 1,9 km, je nenáročná a s minimálním převýšením. S výstavbou souvisí také veřejná sbírka na získání financí. Byla slavnostně odhalena dne 22. října 2017 a má 10 zastavení s informačními panely. Pro větší zajímavost a atraktivitu naučné stezky pro děti byla využita postavička dubového skřítka Čimíska (patrona Čimického háje), podle pohádkové knížky Pohádky z Čimického háje, jejímž autorem je Martin Rezek. Seznamuje návštěvníky s přírodními zajímavostmi Čimického háje a nabízí také různé kvízy pro děti včetně dvou dětských hřišť.

## Další informace
Naučná stezka je celoročně volně přístupná.

## Galerie

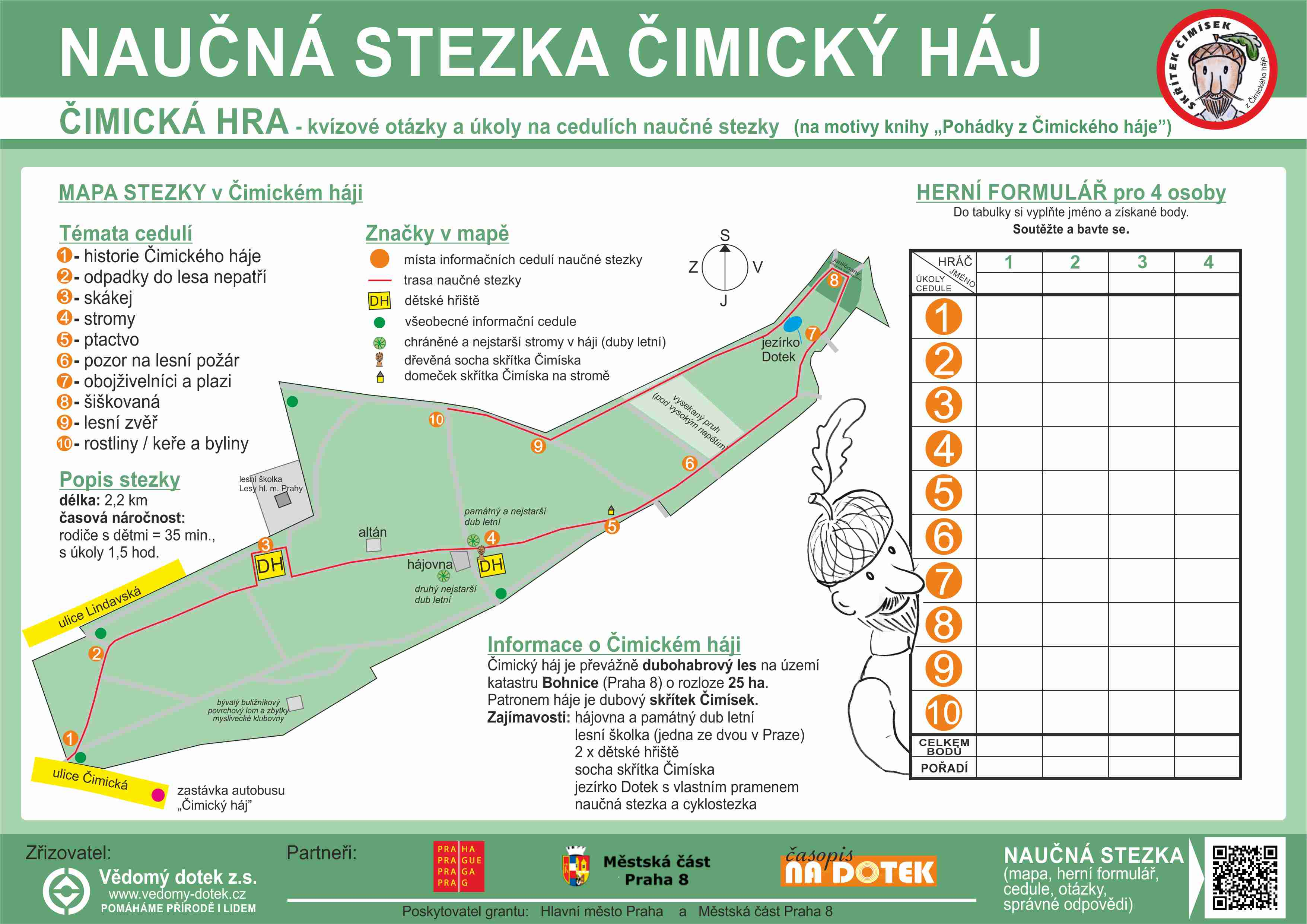
Mapa naučné stezky
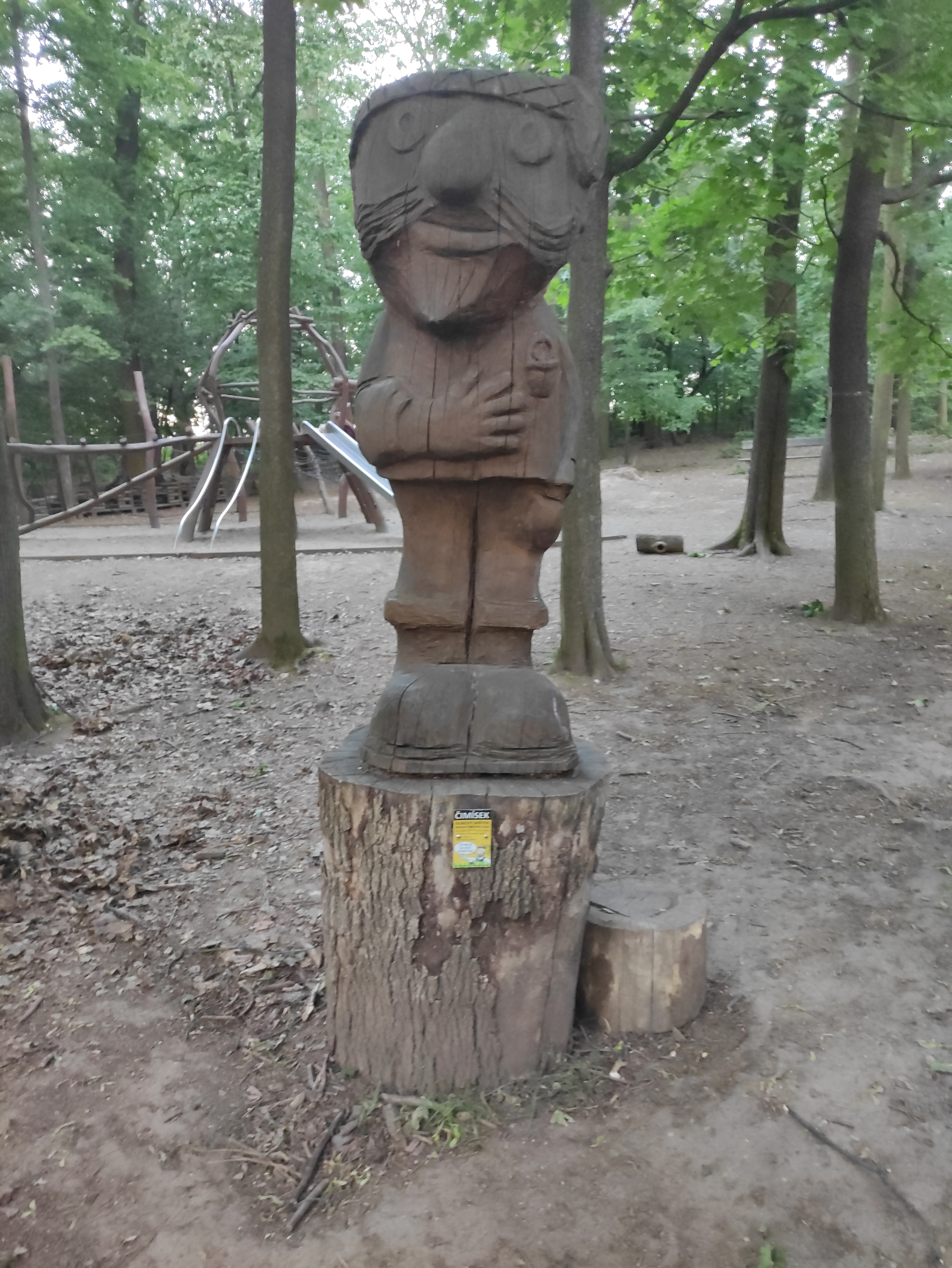
Socha Čimíska